# Biotechnologiepark Luckenwalde
Biotechnologiepark Luckenwalde je biotechnologický park, který se nachází 50 km jižně od německého města Berlín v zemském okrese Teltow-Fläming. V parku působí 40 malých až středně velkých firem (národní i mezinárodní společnosti) z oblasti biotechnologie, lékařské techniky a vědy o živé přírodě.